# Aphaenogaster groehni
Aphaenogaster groehni (лат.) — ископаемый вид муравьёв рода Aphaenogaster из подсемейства Myrmicinae (Formicidae). Балтийский янтарь (Польша), средний эоцен, возраст находки 43—47 млн лет. Один из древнейших видов рода Aphaenogaster.

## Описание
Мелкие муравьи с мономорфными рабочими. Длина тела 3,7 мм, длина головы 0,78 мм, ширина головы 0,66 мм, длина скапуса 1,0 мм. Мандибулы вытянутые, треугольной формы. Скапус усика длинный, выступает за затылочный край головы примерно на одну треть своей длины. Булава усика 4-члениковая. Стебелёк между грудью и брюшком состоит из двух члеников: петиолюса и постпетиолюса (последний четко отделен от брюшка). Этот вид хорошо отличается от всех ранее описанных видов Aphaenogaster из позднеэоценовых европейских янтарей прежде всего формой головы, которая постепенно сужается кзади и не имеет выраженных затылочных углов, значительно более длинным скапусом усика, который примерно в 1,3 раза длиннее головы и превышает затылочный край примерно на 1/3 своей длины, и более длинными сегментами жгутика усика. Кроме того, A. groehni отличается от A. sommerfeldti формой мезонотального дорсума, который не поднимается над пронотальным дорсумом, от A. oligocenica — более длинными и заостренными проподеальными шипами.

## Таксономия и этимология
Вид был впервые описан в 2024 году украинским мирмекологом Александром Радченко (Институт зоологии НАНУ, Киев, Украина) вместе с Aphaenogaster ribbeckei. Видовое название A. groehni дано в честь Карстена Грёна (Carsten Gröhn, Германия), который предоставил для исследования кусок янтаря с голотипом этого вида.